# Fórum Holitório

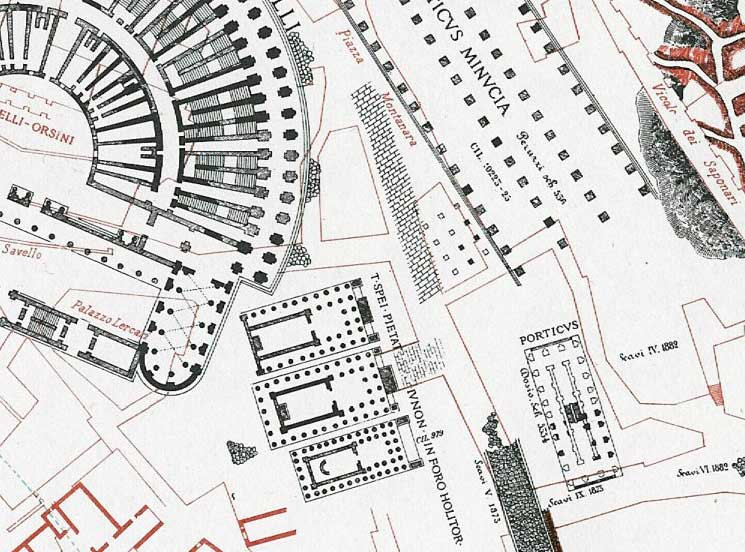
Diagrama do Fórum Holitório, com os três templos que estão debaixo de San Nicola in Carcere no centro.

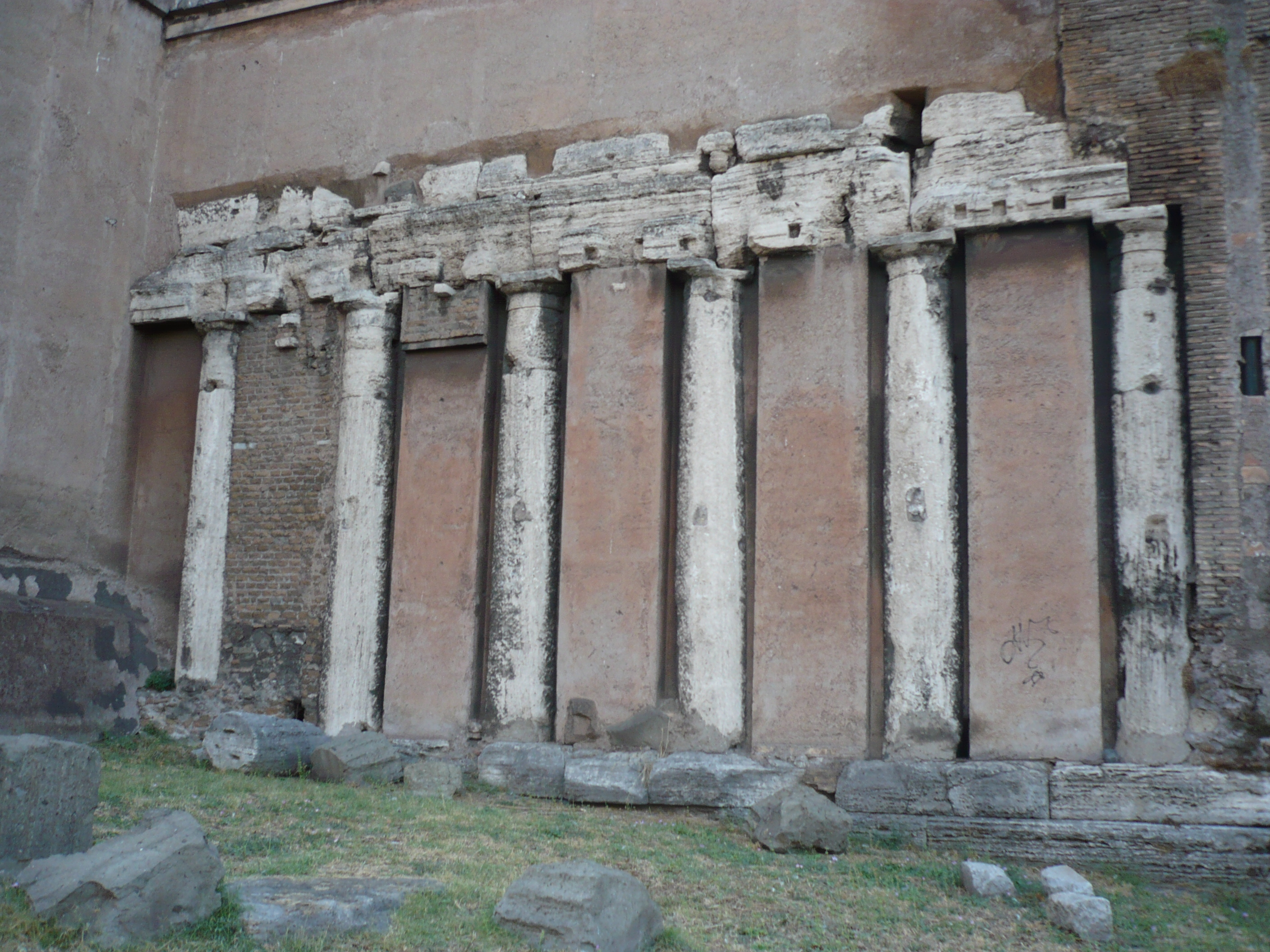
As colunas do antigo Templo da Esperança incorporadas nas paredes de San Nicola in Carcere.

Fórum Holitório (em latim: Forum Holitorium; "mercado dos verdureiros") era o mercado (macelo) de vegetais, ervas e óleos da Roma Antiga. Ele ficava fora da Porta Carmental, no Campo de Marte, apertado entre o Fórum Boário ("mercado de gado") e os edifícios do Circo Flamínio.

## Templos
Quatro templos da era republicana estavam na área do mercado. Os dois mais antigos foram construídos durante a Primeira Guerra Púnica, o primeiro, o Templo de Jano, dedicado por Caio Duílio depois de sua vitória numa batalha naval em Milas contra os cartagineses em 260 a.C.. Um Templo da Esperança (em latim: Spes) foi construído logo depois por Aulo Atílio Calatino. Um Templo de Juno Sóspita foi construído em 197 a.C. e dedicado dois anos depois. Finalmente, o Templo da Piedade foi dedicado em 181 a.C. por Mânio Acílio Glabrião, cônsul em 154 a.C., e posteriormente, demolido para abrir espaço para o Teatro de Marcelo.
Sob a moderna igreja de San Nicola in Carcere estão as ruínas de três templos, lado-a-lado e de mesma orientação, de frente para o Fórum Holitório. Além de algum mármore de restaurações posteriores, os fragmentos arquiteturais são do período republicano em travertino, tufo e peperino (antigamente decorados com estuque). O maior deles, na posição central, era jônico e provavelmente era o de Spes. O mais ao norte era o segundo maior, também jônico e geralmente assume-se que era o Templo de Jano mencionado nas fontes escritas, provavelmente de 90 a.C. Era um hexastilo peripteral, com exceção do fundo, e seis de suas colunas, de 0,7 metros de diâmetro, ainda estão in situ, incorporadas na parede da igreja. O templo mais ao sul era o menor e dórico, provavelmente o Templo de Juno Sóspita.
As ruínas foram incorporadas e estão abaixo da igreja. Restos de outros templos estão abaixo e à volta de Sant'Omobono. 

## Localização
| Planimetria do Campo de Marte meridional |
| --- |
| Tibre Navália Circo Flamínio Teatro de Marcelo T. de DianaC T. da Piedade T. de Jano T. de Juno T. de Spes Templo de Belona Templo de Apolo Sosiano Templo de Júpiter Estator Templo de Juno Regina Pórtico de Otávia Portico de Filipo T. de Hércules Portico de Otávio Teatro de Balbo Cripta de Balbo Portico de Minúcio T. das Ninfas Diribitório T. de Juturna T. da Fortuna T. de Ferônia T. dos Lares Permarinos Cúria de Pompeu Portico de Pompeu Teatro de Pompeu Templo da Vênus Victrix Templo de Marte Santuário de Hércules Grande Vigia Templo de Castor e Pólux Ponte Fabrício Ilha Tiberina Pórtico dos Máximos T. de Netuno Pórtico dos Deuses Vila Pública Hecatostilo T. da Fortuna Equestre Anfiteatro de Estacílio Tauro (?) |